# Gattara

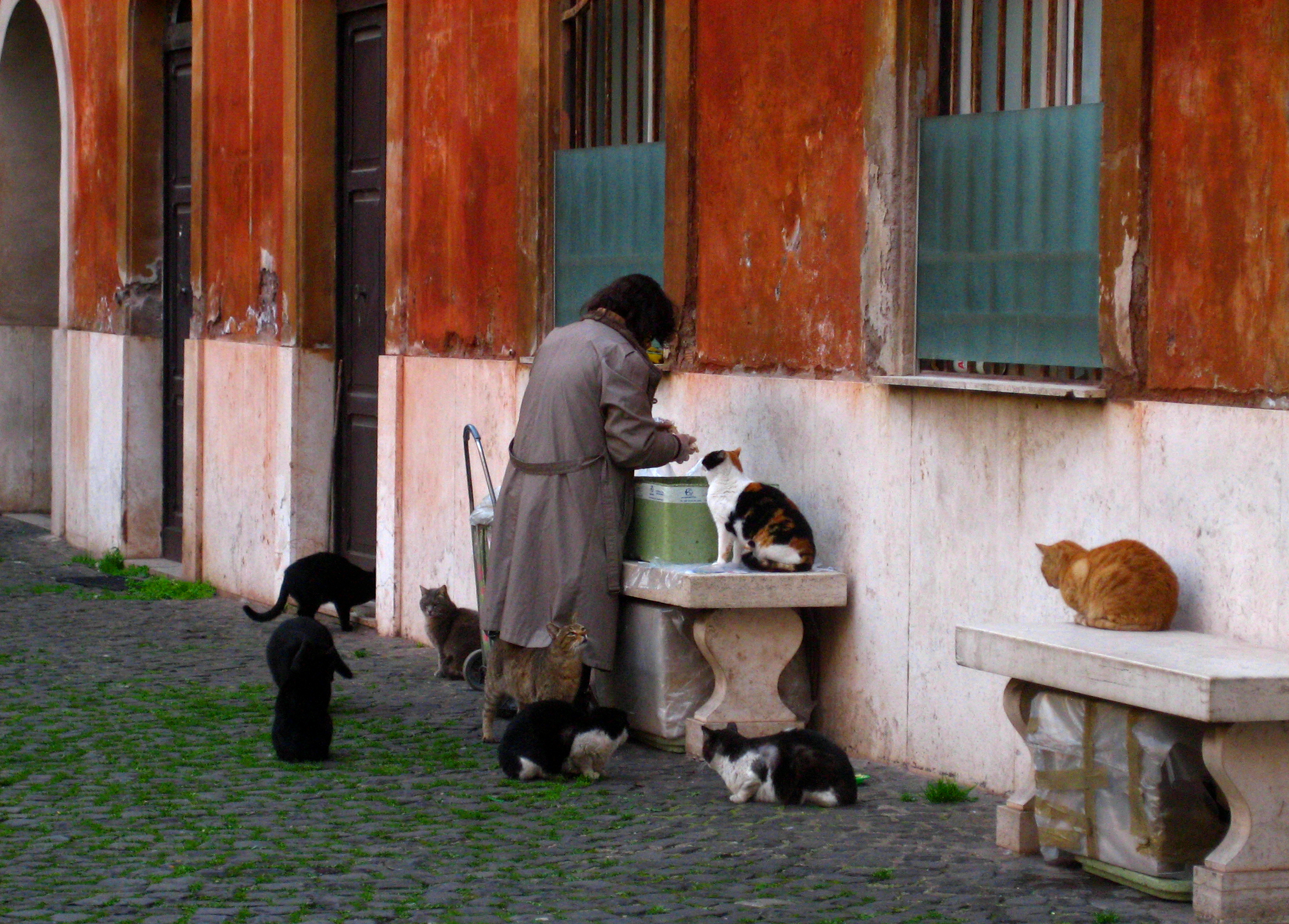
Una gattara romana

La gattara o più raramente il gattaro è una persona che dedica parte del proprio tempo all'assistenza dei gatti randagi. Nella tradizione, la gattara è un personaggio folcloristico e stereotipato, tipicamente una donna, spesso connotato in negativo. In tempi moderni le associazioni animaliste hanno dato vita a figure di volontari ambosessi dediti alla cura dei gatti, ospiti dei gattili o territoriali delle colonie feline. La loro attività si sovrappone in parte all'azione delle tradizionali gattare, riscattandone parzialmente l'immagine.

## Etimologia
Il termine gattaro risulta attestato in italiano solo dal 1988, sebbene l'attività sia molto più antica e diffusa in tutte le maggiori città della penisola. Il lemma è regionale (centromeridionale) e in particolare romano, come testimonia il suffisso -aro (latino -ariu[m]) aggiunto alla radice gatt- (tardo latino cattu[m]) e preferito al toscano -aio. A Firenze il gattaro è detto gattaio, anche in documenti ufficiali, mentre nel settentrione (Milano, Venezia) resiste per la forma femminile la locuzione mamma dei gatti, del resto documentata in milanese nelle Note azzurre del Dossi (1912) come mamm di gatt, malgrado i dizionari anche dialettali che ignorano a lungo il concetto. Nel corso del XX secolo il sostantivo gattara ha avuto a lungo connotazione spregiativa.

## Storia

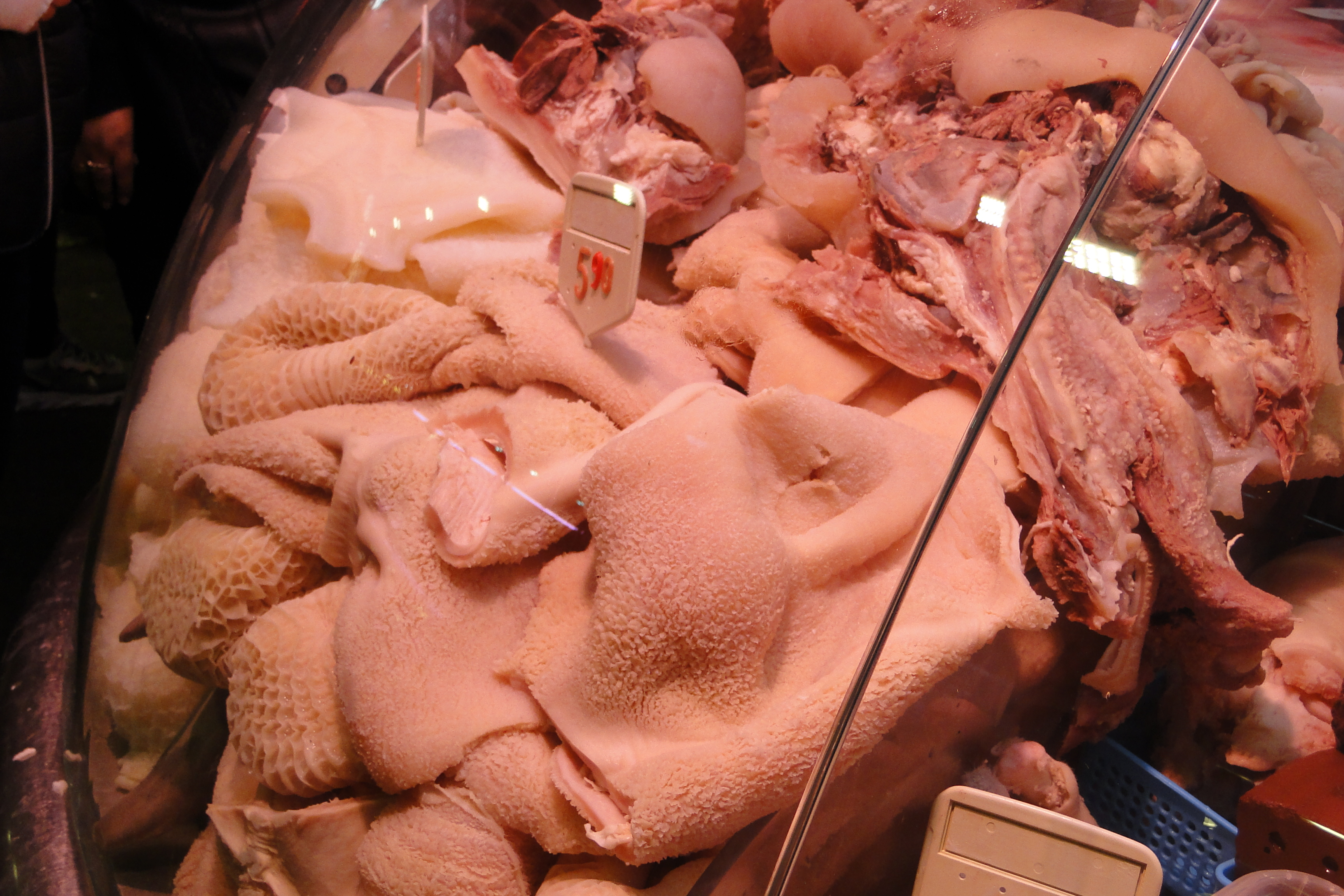
La trippa era considerata un cibo vile e destinabile agli animali

A dispetto dell'attestazione tardonovecentesca del termine e della prevalenza del femminile, l'usanza di sfamare i gatti senza padrone è antica, e non costante appannaggio della donna. Le incisioni di Diofebi e Pinelli, nella prima metà del XIX secolo, testimoniano l'operare a Roma dei cosiddetti «carnacciari», venditori ed elargitori ambulanti di carne di scarso pregio (frattaglie, trippa) destinata agli animali sia domestici sia randagi, specialmente gatti. La figura probabilmente raccoglieva e vendeva cuccioli ai propri clienti, e parrebbe aver resistito in Italia fino al 1944. Un analogo mestiere è attestato nella Londra di metà Ottocento.
L'immaginario collettivo contempla tuttavia la predilezione della donna per il gatto, presente d'altronde già nelle civiltà antiche (si ricorda in particolare la divinità egizia ailuromorfa Bastet, dea della fertilità e dell'attrazione sessuale) e nelle espressioni più recenti dell'arte (ad esempio rinascimentale), e fattasi cliché nella modernità. In tutti questi casi l'associazione tra donne e gatti è, quando non francamente positiva, al massimo ironica e non per forza misogina.

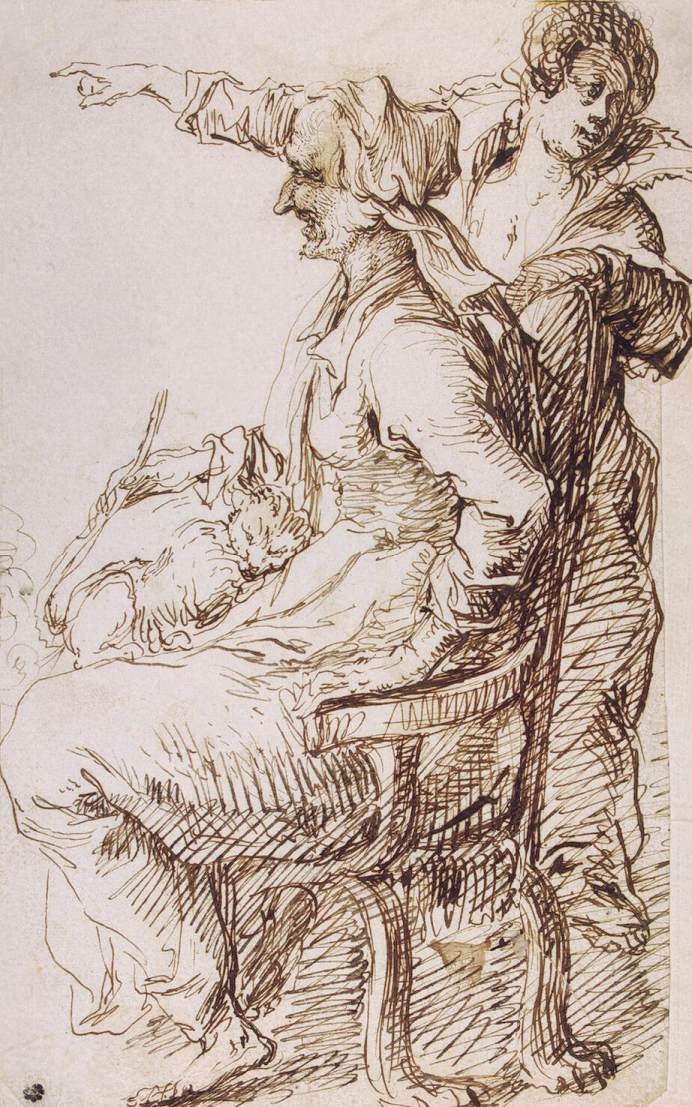
Due streghe con un gatto di Jacob de Gheyn il Giovane

Il legame del gatto alla femminilità assume però anche contorni sinistri nella tradizione europea, dove un luogo comune superstizioso - fonte in realtà di radicati travisamenti storici - collega il gatto alla figura della strega. Ciò si riverbera sull'immagine stereotipata in negativo della donna che cura i gatti randagi, o anche solo i propri felini domestici, come nel caso della cat lady anglosassone.

## Stereotipo
Lo stereotipo della gattara risente dell'associazione tra il gatto e la strega, e dipinge la donna che se ne occupa come una vecchia sola (spesso zitella), scontrosa, sporca, brutta e tipicamente povera, talvolta perfino alcolista. Tali caratteri ricorrono anche in opere letterarie come il romanzo Tosca dei gatti di Gina Lagorio, vincitore nel 1984 del premio Viareggio. Il gatto stesso, la cui cura minima (alimentazione) comporta in genere poca spesa, è inteso da lungo tempo come animale dei poveri e degli emarginati. Il quadro dipinto fa sì che l'epiteto gattara rappresenti spesso un insulto, e perfino le cronache del XXI secolo recano ancora traccia del pregiudizio sulla donnetta malefica dedita all'occultismo e al sacrificio degli animali al diavolo.
La figura della gattara, del resto, corrisponde in parte a quella della cat lady angloamericana, una donna di solito anziana e nubile che raccoglie e nutre un gran numero di felini, e ad entrambe si associa spesso anche il carattere della pazzia (sebbene nel caso della crazy cat lady esso sia stato interpretato e studiato come forma di disturbo da accumulo o come effetto della toxoplasmosi). In Francia la gattara è invece nota come nourrisseuse (nutrice), termine che rimanda alla funzione primaria e «materna» dell'alimentazione, da sempre alla base della domesticazione delle specie animali.

## Accezione moderna
Dalla fine del XX secolo, l'azione delle gattare ha finito per inglobarsi almeno in parte nell'attività di cura dei randagi da parte dei tutor delle colonie feline. L'attività che la normativa delinea è più articolata e complessa della semplice nutrizione degli animali, e comporta relazioni con le autorità competenti a livello comunale e provinciale, collaborazione con i servizi veterinari, attuazione di norme igieniche e pratiche di sterilizzazione delle femmine per il controllo delle nascite. In Italia sulla materia dispone la legge quadro 281/1991.